# Oreostemma
Genre
Oreostemma est un genre de plantes à fleurs de la famille des Asteraceae.

## Liste d'espèces
Selon ITIS :
- Oreostemma alpigenum (Torr. & Gray) Greene
- Oreostemma elatum (Greene) Greene
- Oreostemma peirsonii (C.W. Sharsmith) Nesom

### Autres espèces
- Oreostemma andersonii
- Oreostemma haydenii